# 集体安全
集体安全（英語：Collective security）是一种保障所有國家生存與國際和平的制度。在这种机制下，每个参与国都认为破坏和平是对所有参与国共同的挑战，也即参与国认为其他国家的安全是所有国家的安全。
集体安全概念的假設是，國家將放棄使用武力或是以武力為威脅以求達成國家利益及目標，所有國家對為違反此一原則的侵略國家進行集體制裁，以維持國際和平及秩序。
集体安全是国联和联合国的主要宗旨之一。

## 区域性集体安全

### 非洲
第二次世界大战以后，又逢美苏两大阵营冷战对峙，刚独立不久的非洲国家为维护本国的政治、经济、安全稳定，遂开展国家间的合作与对话。于1963年创建了非洲统一组织。2001年7月，又成立了非洲联盟，并于次年7月取代了非统。